# Parc amazonien de Guyane
Parc amazonien de Guyane (Nationalpark amazonien de Guyane) er en af Frankrigs ti nationalparker, der har til formål at beskytte den del af Regnskoven i Amazonas der ligger i Fransk Guyana. Det er den største nationalpark i både Frankrig og EU, og blandt de største i verden. Den ligger inde i landet, og der er kun adgang med flyvemaskine eller båd
Det beskyttede område omfatter et område på 20.300 km² med fuld beskyttelse, og en bufferzone på 13.600 km² så det samlede beskyttede regnskovsareal er på 33.900 km² .
Parken er oprettet i områder i kommunerne Camopi, Maripasoula, Papaïchton, Saint-Élie og Saül.

## Historie
Nationalparkprojektet i Fransk Guyana blev lanceret i forbindelse med Rio-konferencen om Bæredygtig Udvikling i 1992 4. juni 1992 af præsident François Mitterrand. Som opfølgning iværksatte man i 1993 en organisation for at skabe en nationalpark i Fransk Guyana. Det første projektforslag kom i 1995 , men det blev afvist i december 1997.
I juni 1998, indgik man Twenké aftalen om anerkendelse af de oprindelige folk og Businengue (maroner) som lever indenfor den dengang fremtidige nationalparks grænser.
Det endelige projekt blev præsenteret i 2006 i Official Journal of the French Republic, herunder navnet Parc amazonien de Guyane..
Oprettelsen blev iværksat med et dekret den 28. februar 2007, på trods af modvilje mod flere af de involverede hovedpersoner. Parkens administration mødtes første gang i juni 2007.

## Beskyttelse
I det 20.300 km² centrale område er minedrift efter guld totalt forbudt.
Sammen med Tumucumaque Nationalpark med et areal på 38.800 km² i nabolandet Brasilien), repræsenterer Parc amazonien de Guyane det største beskyttede regnskovsområde i verden.